# Teodemundo
Se cree que Teodemundo fue uno de los reyes suevos que gobernó la Gallaecia durante el denominado "período oscuro", que abarca desde la muerte de Remismundo en 469 hasta la coronación de Carriarico en 550.

## Hipótesis
La hipótesis acerca de su existencia proviene de un documento del siglo XII que hace mención a un tal Teodemundo que gobernó entre Remismundo y Teodomiro. Ya que tal mención figura en un listado de divisiones eclesiásticas del siglo VII en la época del rey visigodo Wamba, el historiador alemán Wilhelm Reinhart creía que eso estaba basado en una fuente más antigua.

## Posibles sucesores de Remismundo
Se sabe muy poco sobre los gobernantes de esta época aparte de que eran arrianos. Debió haber otros reyes durante el periodo oscuro, pero sus nombres no han llegado de forma fidedigna hasta nosotros. No obstante, otras crónicas menos fidedignas y posteriores mencionan los siguientes nombres:
- Veremundo (469-508?) (Su carácter histórico, al igual que el de Teodemundo, es dudoso)
- Réquila II (484-?) o Réquita II
- Requiário II (508-?)
- Hermenerico II (?)
- Riciliano (?-520)

Según esta inexacta lista, Teodemundo habría accedido al trono en 520 (y no en 469) pero debido a la escasez de registros, esto quizás nunca se pueda comprobar.